# RAF Akrotiri
RAF Akrotiri (IATA: AKT, ICAO: LCRA) este un aeroport din Akrotiri și Dhekelia, Regatul Unit.
Situat la o altitudine de 22 m, aeroportul dispune de o singură pistă și ocupă o suprafață de 21.280.000 m². Este operat de Royal Air Force.